# Can’t Stop the Feeling!
Can’t Stop the Feeling! – utwór amerykańskiego piosenkarza Justina Timberlake’a, napisany i wyprodukowany przez niego samego we współpracy z Maxem Martinem i Shellbackiem na potrzeby ścieżki dźwiękowej do filmu animowanego pt. Trolle. Utwór został wydany w formie singla 6 maja 2016 roku, a cztery dni później zaczął być grany w rozgłośniach radiowych.
Piosenka została premierowo zaprezentowana w przerwie na głosowanie w finale 61. Konkursu Piosenki Eurowizji organizowanego w Sztokholmie. Oficjalny teledysk do utworu, który został wyreżyserowany przez Marka Romanka, miał swoją premierę 16 maja 2016 roku.
28 maja 2016 roku singiel zadebiutował na pierwszym miejscu amerykańskiego notowania Billboard Hot 100. Został tym samym piątym singlem Justina Timberlake’a, który dotarł na szczyt tego zestawienia, a także dwudziestym szóstym utworem w historii, który zajął pierwsze miejsce na liście w pierwszym tygodniu po trafieniu na nią. Oprócz tego, był to pierwszy singiel (od czasu „I Gotta Feeling” zespołu The Black Eyed Peas z 2009 roku), który przez pierwsze siedem tygodni obecności na liście zajmował na niej szczytowe miejsce. Singiel dotarł do pierwszego miejsca listy przebojów w Argentynie, Belgii, Chorwacji, Czechach, Francji, Holandii, Izraelu, Kanadzie, Meksyku, Niemczech, Południowej Afryce, Rosji, Słowacji, Słowenii, Szkocji, Szwajcarii, Szwecji i Wenezueli oraz na Węgrzech, a także do pierwszej piątki list przebojów w większości krajów w Europie. W Polsce uzyskał status diamentowej płyty.

## Tło i kompozycja
W trakcie nagrywania materiału na swoją piątą płytę studyjną, Justin Timberlake został kierownikiem produkcji muzyki na oficjalną ścieżkę dźwiękową do filmu animowanego pt. Trolle. Utwór, zachowany w stylu funkowo-disco popowym, został napisany i wyprodukowany przez samego piosenkarza we współpracy ze szwedzkimi muzykami Maxem Martinem i Shellbackiem. Tygodnik Entertainment Weekly opisał piosenkę jako „funkową mieszankę muzyki disco i popu”. Utwór zachowany jest w progresji akordów C – Am7 – Fmaj9 – Am7, zaś wokal Timberlake’a ma zakres dwóch oktaw: od E4 do E6.

## Odbiór

### Recenzje
Redaktorzy najpopularniejszych magazynów muzycznych na świecie, na czele z takimi tytułami, jak Billboard, Rolling Stone i USA Today, uznały piosenkę za potencjalny przebój lata. W czerwcu 2016 roku redakcja tygodnika Billboard uznała utwór za czwartą najpopularniejszą piosenkę graną na amerykańskich weselach.
W tym samym roku piosenka zdobyła trzy nominacje do nagrody Teen Choice Awards w trzech kategoriach: Wakacyjna piosenka, Piosenka na imprezę i Piosenka z filmu lub programu telewizyjnego.

### Sukces komercyjny

#### Ameryka Północna i Meksyk
Po trzech dniach od premiery cyfrowej, singiel zadebiutował na dwudziestym czwartym miejscu amerykańskiego notowania Top 40 Mainstream oraz na dziewiętnastym miejscu na liście Hot Adult Top 40 Tracks. Singiel został także dwudziestym szóstym utworem w historii notowania Billboard Hot 100, który w pierwszym tygodniu zajął na nim pierwsze miejsce. Utwór został tym samym piątym utworem Justina Timberlake’a, który trafił na szczyt amerykańskiej listy przebojów. W pierwszym tygodniu singiel został sprzedany cyfrowo 379 tys. razy, dzięki czemu został pobity poprzedni rekord piosenkarza (wcześniej największą liczbę 315 tys. pobrań odnotowano przy jego singlu „Suit & Tie” z 2013 roku). Singiel zadebiutował na szóstym miejscu notowania Streaming Songs z wynikiem 15,6 miliona streamingów w Stanach Zjednoczonych w pierwszym tygodniu po premierze.
Singiel trafił na pierwsze miejsce listy Hot 100 Airplay w piątym tygodniu obecności w notowaniu, dzięki czemu Justin Timberlake został pierwszym od prawie 25 lat mężczyzną, który dokonał tego w tak szybkim czasie (wcześniej piosenka „Black or White” Michaela Jacksona z 1991 roku trafiła na szczyt listy w ciągu trzech tygodni).
Singiel po pięciu tygodniach dotarł do pierwszego miejsca notowania Canadian Hot 100. Na przełomie maja i czerwca 2016 roku singiel uzyskał certyfikat platynowej płyty w Ameryce oraz w Kanadzie.
Utwór dotarł na pierwsze miejsce notowania Mexico Ingles Airplay oraz listy przebojów w Wenezueli.

#### Reszta świata
Singiel „Can’t Stop the Feeling!” dotarł do pierwszego miejsca list przebojów w Argentynie, Belgii, Chorwacji, Czechach, Francji, Holandii, Izraelu, Niemczech, Południowej Afryce, Rosji, Słowacji, Słowenii, Szkocji, Szwajcarii i Szwecji oraz na Węgrzech.
W czerwcu 2016 roku singiel uzyskał certyfikat podwójnej platynowej płyty w Szwecji, platynowej płyty w Australii i Nowej Zelandii oraz złotej płyty w Belgii, Danii, Hiszpanii, Polsce, Wielkiej Brytanii i we Włoszech.

## Wykonania na żywo
9 maja 2016 roku ogłoszono, że Justin Timberlake zaprezentuje premierowo utwór „Can’t Stop the Feeling!” podczas przerwy na głosowanie w finale 61. Konkursu Piosenki Eurowizji odbywającego się 14 maja w Sztokholmie. Piosenkarz pierwszy raz zaśpiewał utwór podczas próby jurorskiej organizowanej wieczór przed głównym koncertem finałowym. Przed zaśpiewaniem utworu „Can’t Stop the Feeling!”, artysta wykonał jeden ze swoich wcześniej singli – „Rock Your Body”. W trakcie śpiewania obu piosenek, wykonawcy towarzyszył chórek oraz orkiestra dęta.